# William Sealey Gosset
William Sealey Gosset (anglès: William Sealy Gosset)  (Canterbury, 13 de juny de 1876 - Beaconsfield, 16 d'octubre de 1937) va ser un estadístic britànic, conegut pel pseudònim de Student. Treballà en la destil·leria britànica Guinness, en la qual desenvolupà procediments estadístics nous com la llei de Student.

## Biografia
Va néixer a Canterbury, i era fill de Agnes Sealy Vidal i el coronel Frederic Gosset. Va assistir a la famosa escola privada Winchester College, abans d'estudiar química i matemàtiques al New College d'Oxford. Després de graduar-se l'any 1899, es va incorporar a la destil·leria d'Arthur Guinness & Son, a Dublín.
Guinness era un negoci agroquímic progressista i Gosset podria aplicar els seus coneixements estadístics tant a la destil·leria com a la granja per a seleccionar les millors varietats d'ordi. Gosset va adquirir aquest coneixement mitjançant el mètode de prova i error. Passà dues temporades durant 1906 i 1907 al laboratori bioquímic de Karl Pearson. Gosset i Pearson tenien una bona relació i aquest últim va ajudar Gosset amb la part matemàtica dels seus articles. Pearson contribuir en els articles publicats el 1908, però no va apreciar prou la seva importància. Els articles es referien a la importància de les petites mostres per a la destil·leria, mentre que el biòleg disposava normalment de centenars d'observacions i no veia la necessitat del desenvolupament de mètodes basats en unes poques mostres.
Un altre investigador de Guinness havia publicat anteriorment un article que contenia secrets industrials de la destil·leria. Per evitar futures exposicions d'informació confidencial, Guinness va prohibir als seus empleats la publicació d'articles independentment de la informació que continguessin. Això significava que Gosset no podia publicar el seu treball amb el vostre propi nom. Per això l'ús del seu pseudònim Student en les seves publicacions, per evitar que el seu empresari el detectés. Per tant, el seu èxit més famós és conegut actualment com la distribució t de Student, que d'altra manera hauria estat la distribució t de Gosset.
Gosset va publicar L'error probable d'una mitjana i gairebé tots els seus articles fent servir el pseudònim Student en la publicació Biometrika creada per Pearson. Però, va ser R.A. Fisher qui va apreciar la importància dels treballs de Gosset sobre mostres petites, després de rebre correspondència de Gosset en què li deia: li envio una còpia de les Taules de Student, ja que és l'única persona que probablement les faci servir mai!. Fisher va creure que Gosset havia efectuat una "revolució lògica". Irònicament l'estadístic t per la qual Gosset és famós va ser realment una creació de Fisher. L'estadístic de Gosset era {\displaystyle z=t\div {\sqrt {n-1}}}. Fisher va introduir la forma t pel fet que s'ajustava a la seva teoria de graus de llibertat. Fisher és responsable també de l'aplicació de la distribució t a la regressió.
Encara que van ser introduïts per altres, els residus estudentitzat reben el seu nom en honor de Student perquè, igual que amb el problema que va portar a la distribució t de Student, la idea d'ajustar usant les desviacions estàndard estimades la base del concepte.
L'interès de Gosset en el cultiu de l'ordi el va portar a especular que el disseny d'experiments hauria de dirigir no només a millorar la producció mitjana, sinó també a desenvolupar varietats perquè la producció no es veiés afectada per les variacions en el sòl i el clima. Aquest principi només apareix més endavant en les idees de Fisher i després en el treball de Genichi Taguchi en els anys 1950.
El 1935 va deixar Dublín per ocupar el lloc de Destil·ler en Cap (Head Brewer), a càrrec de la part científica de la producció, en la nova destil·leria Guinness de Londres. Va morir a Beaconsfield, Anglaterra.
Gosset va ser amic tant de Pearson com de Fisher; un gran èxit, ja que tots dos es professaven un mutu menyspreu. Gosset va ser un home modest; com a mostra, va respondre a un admirador amb el comentari: Fisher l'hagués descobert de totes maneres.

## Publicacions
The application of the law of error to the work of the Brewery (1904, nota interna de premsa de Ginness)
- On the error of counting with hæmacytometer, Biometrika, Vol. 5, No. 3. (Feb.), p. 351-360 (1907)
- The probable error of a mean, Biometrika, Vol. 6, No. 1. (Mar.), pp. 1-25 (1908)
- Probable error of a correlation coefficient, Biometrika, Vol. 6, No. 2/3. (Sep.), p. 302-310.(1908)
- The distribution of the means of samples which are not drawn at random, Biometrika, Vol. 7, No. 1/2. (Jul. - Oct.), p. 210-214 (1909)
- An experimental determination of the probable error of Dr Spearman's correlation coefficients, Biometrika, Vol. 13, No. 2/3. (Jul.), p. 263-282. (1921)
- Review of Statistical Methods for Research Workers (R. A. Fisher) (1926)
- ‘Student’s' Collected Papers (editat per E.S. Pearson i John Wishart, amb un prefaci de Launce McMullen), Londres: Biometrika Office. (1942)

## Biografies
- Pearson, Egon Sharpe. R. L. Plackett amb la col·laboració de G. A. Barnard.  (pdf) (en anglès).  Oxford: Clarendon Press, 1990) ‘Student’, A Statistical Biography of William Sealy Gosset. ISBN O0-19-852227-4.
- Pearson, Egon Sharpe «"Student" as Statistician». Biometrika, 30, 3/4, 1-1939, pàg. 210. DOI: 10.2307/2332648.